# انگلیسی عمومی آمریکایی
انگلیسی عمومی آمریکایی یا آمریکایی عمومی (General American؛ به اختصار GA یا GenAm) لهجه چتری انگلیسی آمریکایی است که توسط بیشتر آمریکایی‌ها صحبت می‌شود. این لهجه در ایالات متحده اغلب به عنوان لهجه‌ای فاقد هر گونه ویژگی مشخص منطقه‌ای، قومی یا اجتماعی-اقتصادی تلقی می‌شود، اما به جای یک لهجه واحد، مجموعه‌ای از لهجه‌ها را در بر می‌گیرد.    آمریکایی‌هایی که تحصیلات عالی دارند،  یا اهل شمال میانه، غرب نیوانگلند و مناطق غربی کشور هستند، به احتمال زیاد دارای لهجه عمومی آمریکایی هستند.  تعریف دقیق و میزان سودمندی اصطلاح آمریکایی عمومی همچنان مورد بحث است    و دانشمندانی که امروزه از آن استفاده می‌کنند مسلماً این کار را به عنوان مبنایی مناسب برای مقایسه انجام می‌دهند.  سایر پژوهشگران اصطلاح انگلیسی معیار آمریکایی را ترجیح می‌دهند.  
لهجه‌های انگلیسی معیار کانادایی گاهی اوقات، به‌ویژه در تضاد با انگلیسی فصیح بریتانیا، تحت عنوان آمریکایی عمومی قرار می‌گیرند، . در واقع، لهجه‌های معمولی انگلیسی کانادایی تقریباً در هر موقعیتی که لهجه‌های بریتانیایی و آمریکایی متفاوت است، با آمریکایی عمومی همسو می‌شوند.